# Vilovo
Vilovo (en serbe cyrillique : Вилово ; en hongrois : Tündéres) est une localité de Serbie située dans la province autonome de Voïvodine. Elle fait partie de la municipalité de Titel dans le district de Bačka méridionale. Au recensement de 2011, elle comptait 1 013 habitants.
Vilovo, officiellement classé parmi les villages de Serbie, est situé dans la région de la Šajkaška.

## Démographie

### Évolution historique de la population
| 1948  | 1953  | 1961  | 1971  | 1981  | 1991  | 2002  | 2011  |
| ----- | ----- | ----- | ----- | ----- | ----- | ----- | ----- |
| 1 221 | 1 218 | 1 154 | 1 169 | 1 089 | 1 077 | 1 103 | 1 013 |

|  |